# Ainda É Cedo
"Ainda É Cedo" é uma canção da banda de rock brasileira Legião Urbana, composta por Renato Russo, Dado Villa-Lobos, Marcelo Bonfá e Ico Ouro-Preto, e incluída em seu álbum de estreia epônimo de 1985.

## Acusações de plágio
O crítico musical Regis Tadeu apontou "Ainda É Cedo" como plágio da versão do grupo escocês The Cartoons para “Love Is the Drug”, da Roxy Music. Já Lúcio Ribeiro, da Folha de S.Paulo, alegou que a canção seria plágio de "A Means to an End", da banda Joy Division; em seu livro Dias de Luta: O rock e o Brasil dos anos 80, Ricardo Alexandre apontou semelhanças entre as linhas de baixo das duas canções.